# Pjotr Müller
Pjotr Müller (Amsterdam, 29 september 1947) is een Nederlands beeldhouwer en omgevingskunstenaar.

## Leven en werk
Müller werd in 1947 in Amsterdam geboren als zoon van een steenhouwer, van wie hij leerde hakken en schuren. Na een korte periode aan de Technische Universiteit in Delft bouwkunde te hebben gestudeerd volgde hij van 1967 tot 1970 de opleiding tot beeldhouwer aan de Gerrit Rietveld Academie in Amsterdam, bij Aart Rietbroek en Jos Wong. 's Avonds volgde hij een cursus van Carel Kneulman. Van 1970 tot 1971 studeerde Müller aan de Accademia di Belle Arti e Liceo Artistico in Florence, waar werd begeleid door Henry Moore en Oscar Gallo. In de eerste helft van de jaren 70 maakte hij studiereizen naar Rome, Parijs, Hannover en New York. Vanaf 1973 had hij een eigen atelier in Amsterdam.
Müller baseert zijn werken op een samenstelling van architectuur, autonome sculptuur en landschapskunst. Zijn eerste werken waren afstandelijke hardstenen bouwsels geïnspireerd op basale bouwwerken. Later maakte hij gangenstelsels die als pad naar de kunst toe verbeelden. Zijn latere werken nodigen dan ook de toeschouwer uit onderdeel te worden van het kunstwerk.
Als docent was Müller verbonden aan de Gerrit Rietveld Academie te Amsterdam (1977-1985) en de Koninklijke Academie voor Kunst en Vormgeving in 's-Hertogenbosch (1979-1987). Eind jaren 80 adviseerde Müller, als adviseur van het Praktijkburo voor Beeldende Kunstopdrachten, tot de aanleg van de Goudse beeldenroute. Werken van negen beeldende kunstenaars werden geplaatst in de directe omgeving van de vier singels van Gouda.

## Werken (selectie)
- Mijn Paradijs (1986) tijdens de tentoonstelling Kröller-Müller Museum
- To Noumenon (1988-1992), beeldenpark van het Kröller-Müller Museum
- Dansende kanonnen (1991) in LUMC Leiden, publieke kunstroute
- De tuin van Pjotr Müller (1994-1996) Museum De Pont, Tilburg
- Het huis van dr. Jung (2007) in het beeldenpark van het Kröller-Müller Museum
- Huis van een kunstverzamelaar (2010) in de beeldentuin van Museum de Fundatie in Heino

## Fotogalerij

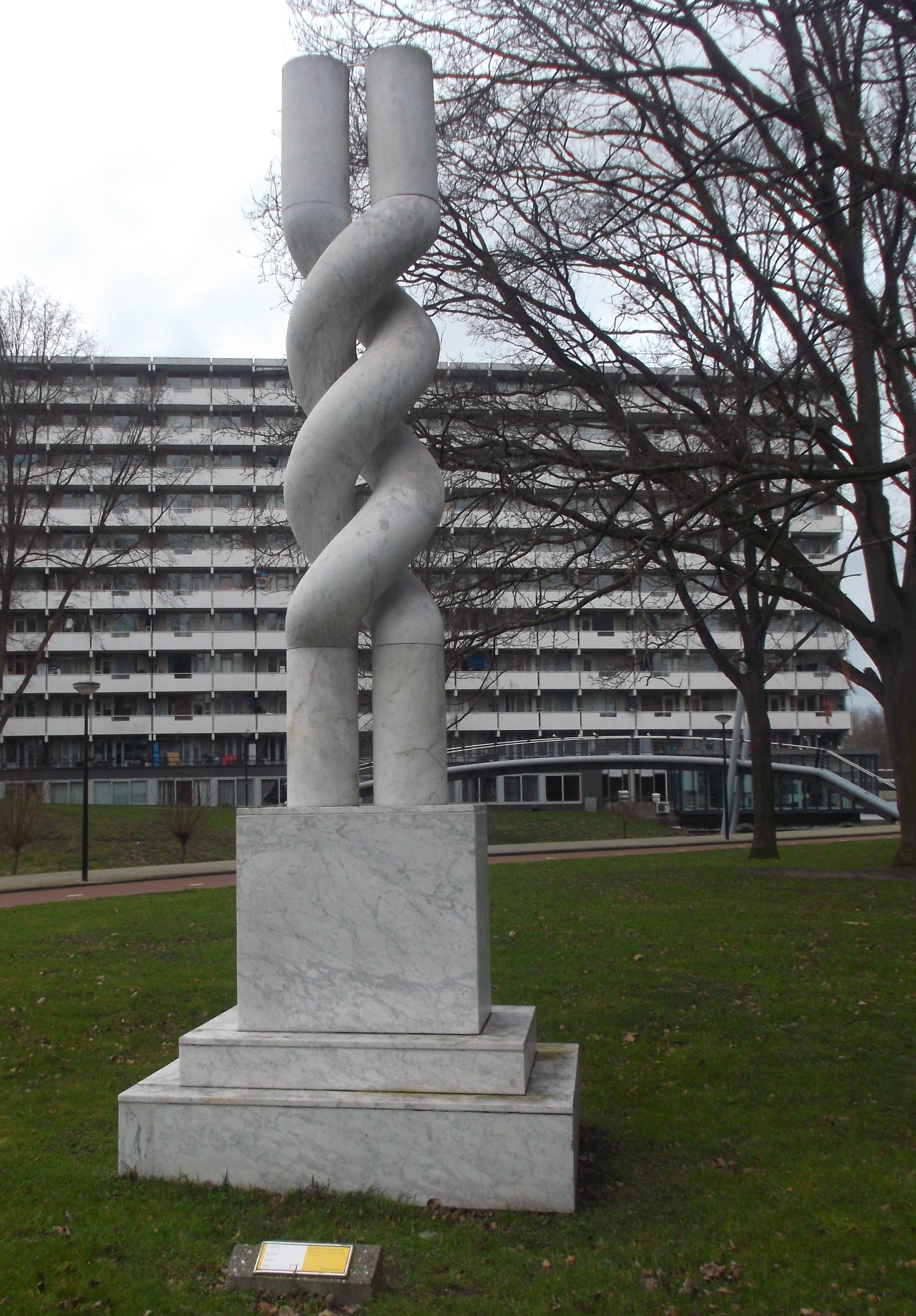
Zonder titel (1975), Amsterdam-Zuidoost
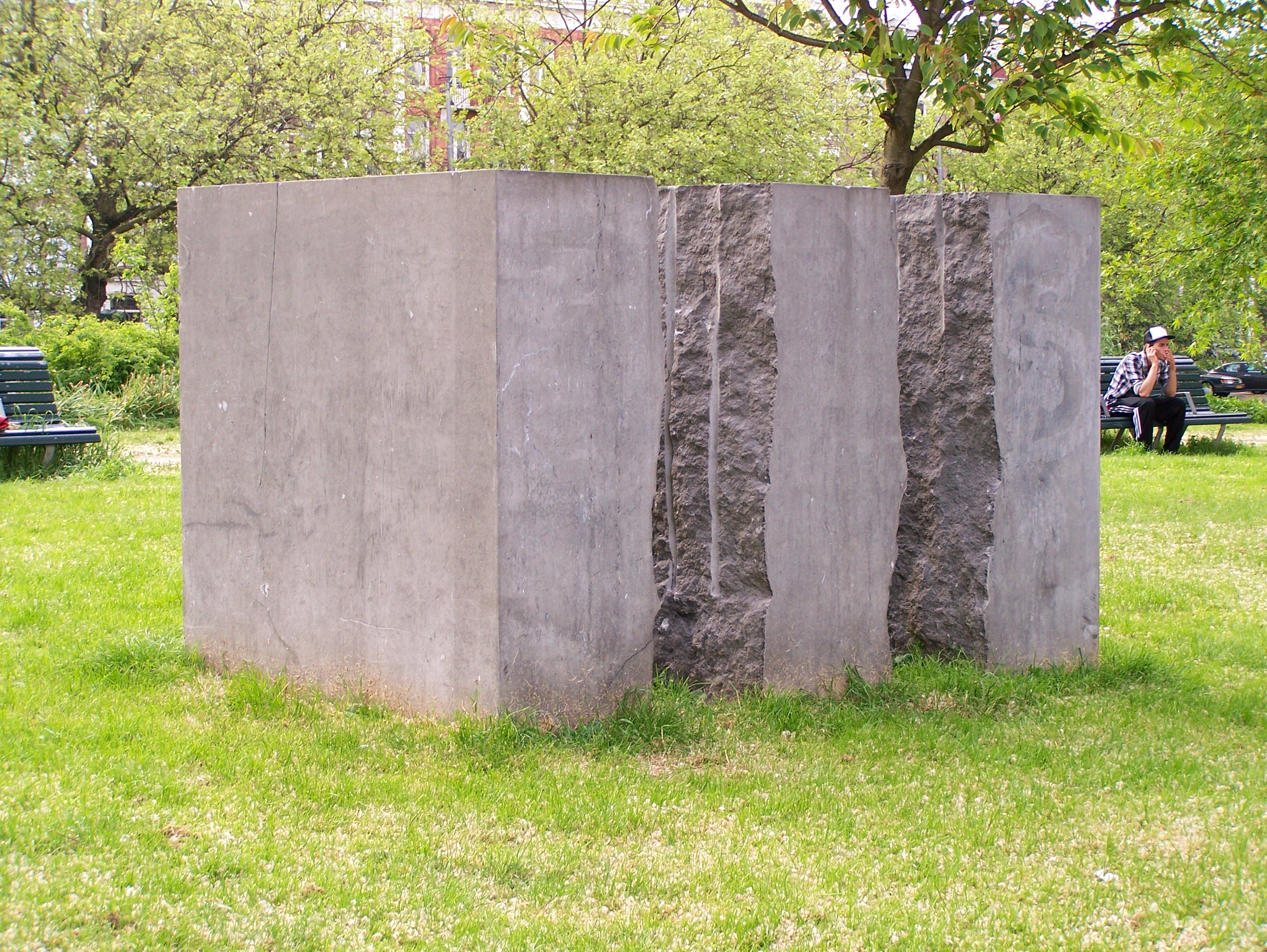
Steen in drieën gespleten (1980), Tweede Marnixplantsoen, Amsterdam
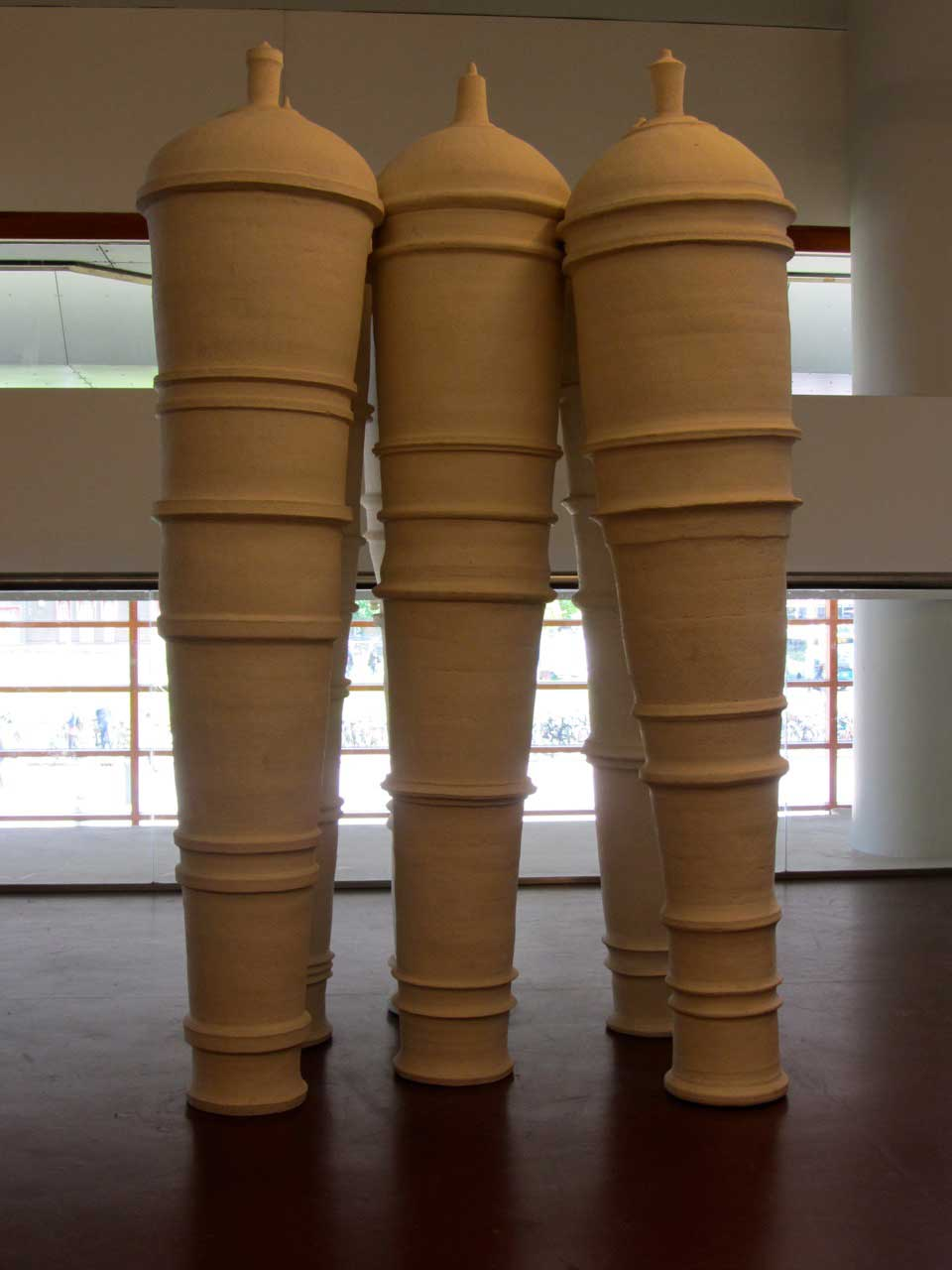
Dansende kanonnen (1991) LUMC Leiden
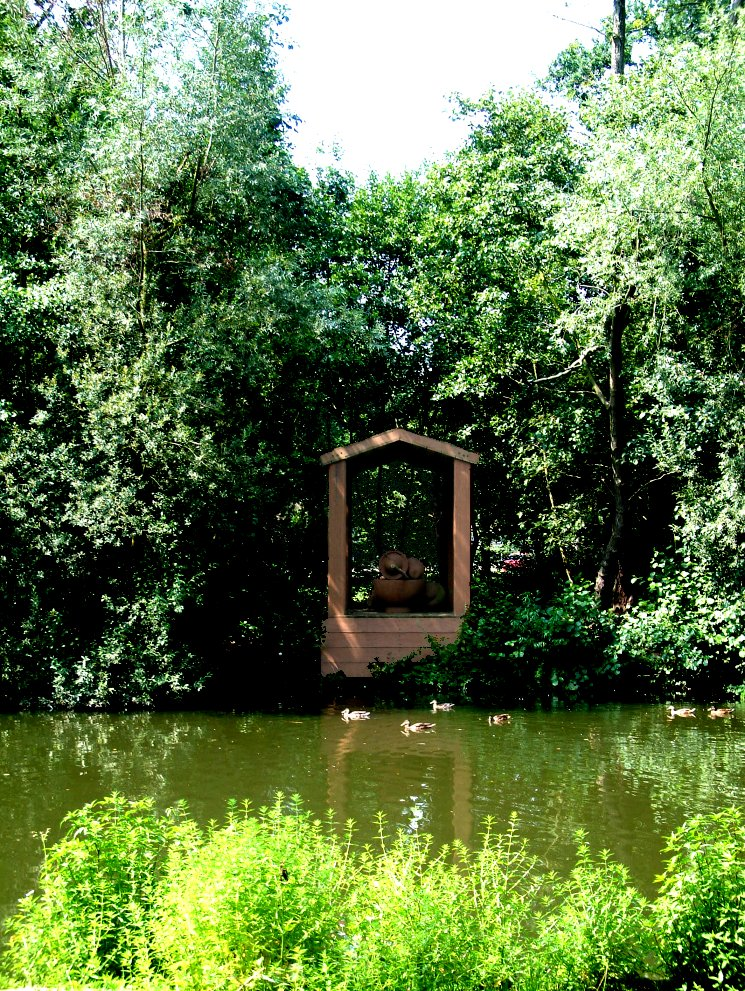
Zonder titel (1992), Stadswandelpark in Eindhoven
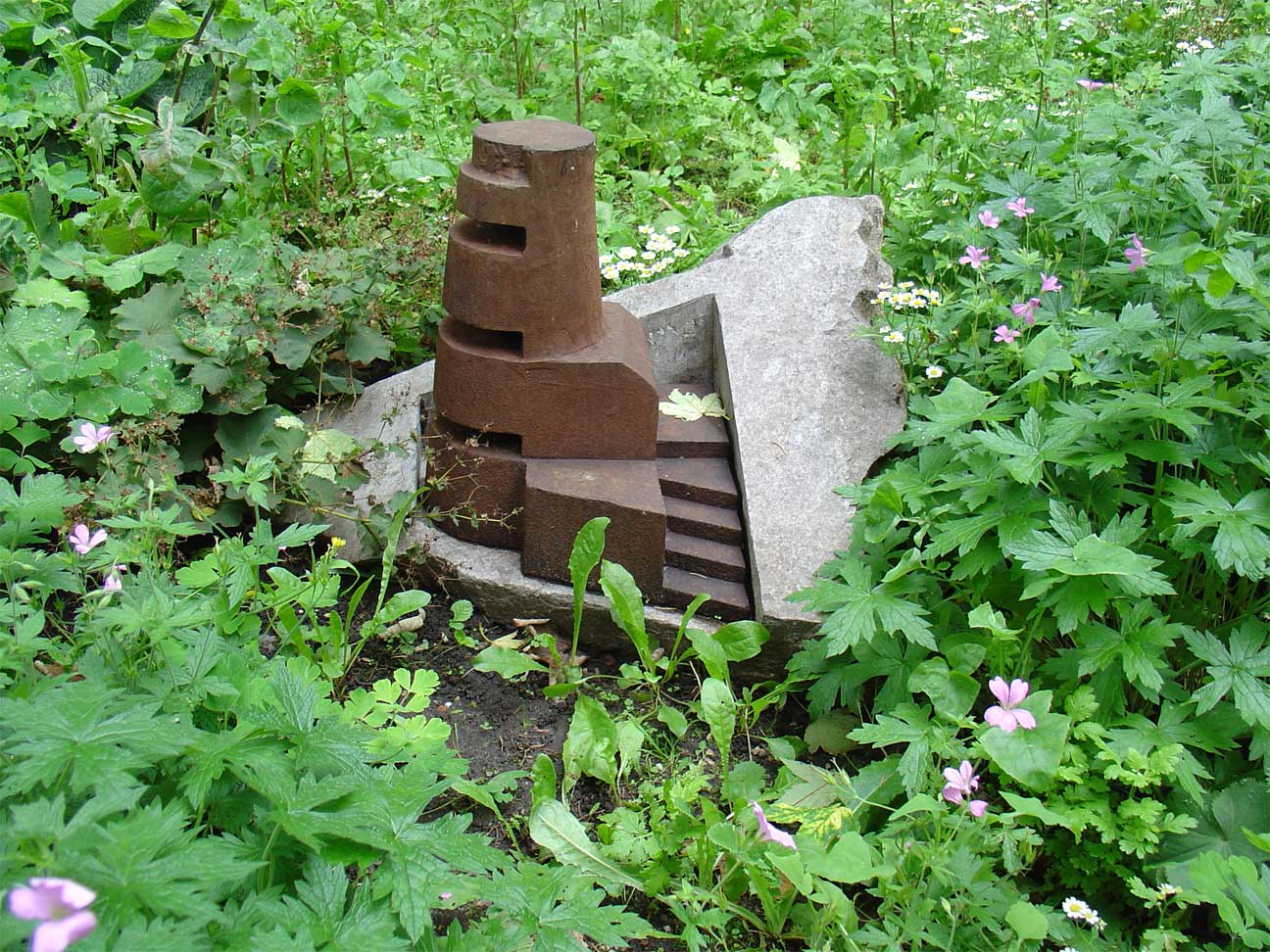
Zonder titel (1993), Catharijnatuin, Gouda
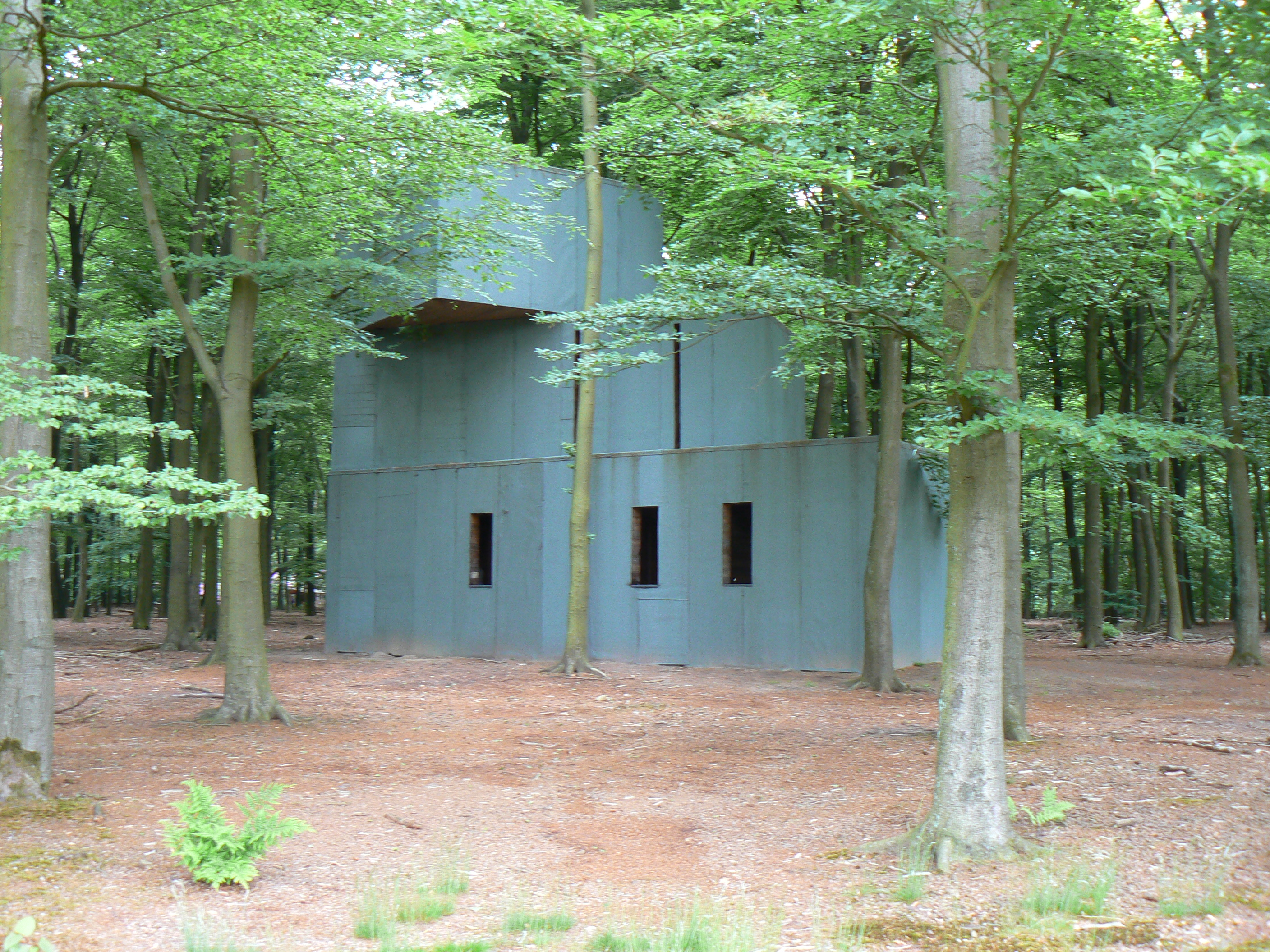
Het huis van dr. Jung (2004-2007), Otterlo
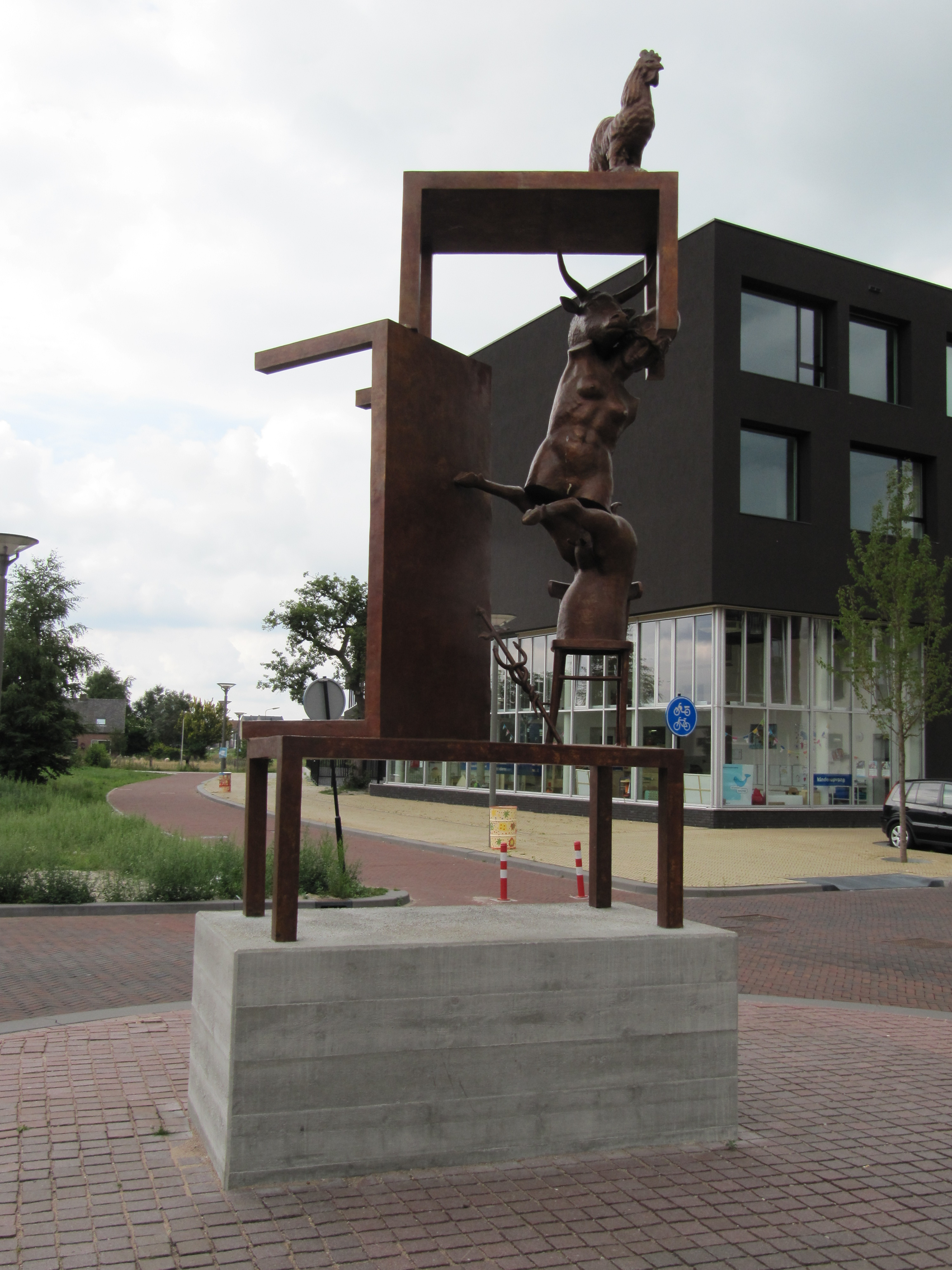
Mercurius (2010), Amersfoort